# 堀内謙介
堀内 謙介（ほりのうち けんすけ、1886年〈明治19年〉3月30日 - 1979年〈昭和54年〉11月1日）は、日本の外交官。1930年代後半に外務次官及び駐米大使、戦後は駐中華民国（台湾）大使を務めた。

## 経歴
兵庫県多紀郡篠山町（のち丹波篠山市）にて旧篠山藩士堀内令順の次男として生まれる。私立尋常中学鳳鳴義塾、旧制山口高等学校、第一高等学校を経て、1910年7月、東京帝国大学法科大学政治学科を卒業。東京帝大在学中の1909年に文官高等試験合格、さらに1911年10月の外交官及領事官試験に合格（同期は重光葵・芦田均・縫田栄四郎・栗野昇太郎・村上義温・酒匂秀一・桑島主計）、翌11月に外交官補に任じられ清国在勤を命じられた。
その後、英国（領事官補・外交官補・大使館一等書記官）、青島（総領事）、中華民国・アメリカ（大使館参事官）に赴任。この間、1928年にはパリ不戦条約（戦争抛棄ニ関スル条約）会議に臨む全権委員内田康哉の随員（他に川西豊蔵領事・鈴木九萬外務事務官）を務めた。
1930年1月に在ニューヨーク総領事、1934年3月に外務省調査部長、同年6月よりアメリカ局長兼任を経て、1936年4月に外務次官に累進した。以後、対満事務局参与・拓務省拓務局参与・内閣調査局参与・企画院参与を兼務。
1938年10月より駐米特命全権大使兼キューバ駐箚特命全権公使を務めた後（後任は野村吉三郎海軍大将）、1940年12月に依願退官。太平洋戦争終戦直後、1945年9月から翌年5月まで内務省顧問に任命された。
戦後は、外務省官吏研修所長事務取扱・同所講師を務め、1955年から1959年まで駐中華民国（台湾）大使に任じられた。

## 栄典
位階
- 1921年（大正10年）1月31日 - 正六位[5]
- 1923年（大正12年）9月28日 - 従五位[6]
- 1928年（昭和3年）12月28日 - 正五位[7]
- 1934年（昭和9年）1月15日 - 従四位[8]
- 1938年（昭和13年）11月1日 - 正四位[9]
- 1940年（昭和15年）12月27日 - 従三位[10]

勲章等
- 1916年（大正5）年4月1日 - 勲六等瑞宝章（大正三四年事件の功）[11]
- 1920年（大正9年）9月7日 - 勲五等双光旭日章（対独平和条約等締結並に大正四年乃至九年事件の功）[12]
- 1924年（大正13年）5月31日 - 勲四等瑞宝章[13]
- 1930年（昭和5年）12月11日 - 勲三等瑞宝章[14]
- 1938年（昭和13年）11月2日 - 旭日重光章[15]
- 1940年（昭和15年）8月15日 - 紀元二千六百年祝典記念章[16]
- 1944年（昭和19年）7月6日 - 勲一等旭日大綬章[17]

外国勲章佩用允許
- 1937年（昭和12年）11月22日 - ドイツ国：ドイツ鷲大十字勲章[18]
- 1938年（昭和13年）4月25日 - 満州国：勲二位柱國章[19]
- 1938年（昭和13年）11月4日 - イタリア王国：王冠勲章グランクロア[20]

## 親族
- 養兄：堀内三郎 - 海軍中将

## 著書
- 『米英の世界侵略』毎日新聞社、1944年
- 『堀内謙介回顧録 - 日本外交50年の裏面史』サンケイ新聞社、1979年